# 524

## Evenimente
- 25 august: Bătălia de la Vézeronce. A fost una dintre bătăliile Războiului Burgundiei pornit de cei patru succesori ai regelui franc Clovis I: Childebert I, Chlodomir, Clotaire I și Theuderic I, încheiată cu victoria Burgundiei.

## Decese
- dată necunoscută: Boethius  (n. 480)
- 21 iunie: Chlodomer  (n. 495)